# لنینیا
لنینیا (Leninia) یک جنس منقرض‌شده از ماهی‌خزنده‌سانان چشم‌سفید (چشم‌خزنده‌ایان) است که از اواخر کرتاسه پیشین (مرحله آپتین پایینی) در غرب روسیه شناخته می‌شود. لنینیا اولین بار توسط والنتین فیشر، ماکسیم اس. آرخانگلسکی، گلب ان. اوسپنسکی، ایلیا ام. استنشین و پاسکال گادفرویت در سال ۲۰۱۳ نامگذاری شد و گونه خاص آن لنینیا استلانز (Leninia stellans) است. این گونه به نام ولادیمیر لنین، یکی از رهبران انقلاب کمونیستی روسیه، نامگذاری شده است، اما نه به‌طور مستقیم: موزه‌ای که فسیل‌ها در آن نگهداری می‌شوند، در داخل بنای یادبود لنین و مجتمع مدرسه لنین در اولیانوفسک واقع شده است. بر این اساس، نام عمومی آن نشان دهنده موقعیت جغرافیایی-تاریخی این یافته است.
این نمونه در سال ۲۰۱۲، در کرانه‌های رودخانه ولگا در نزدیکی شهر کریوشی در یک گرهک آهکی کشف شد. چندین فسیل دیگر از همان دوره زمانی در نزدیکی آن وجود دارد، از جمله آمونیت‌ها، لاملی‌برنچ‌ها و بقایای ماهی. تنها بخشی از جمجمه پیدا شد.

## ویژگی‌ها
جمجمه ناقص و بدون هیچ دندانی است. تا حدی به صورت عرضی خرد شده است و چیزی جلوتر از بینی (بینی) باقی نمانده است، به همراه چیزی که به نظر می‌رسد یک شکستگی نسبتاً تمیز باشد. مشخص نیست که آیا این به دلیل کوه‌زایی و حرکت سنگ بوده یا به دلیل مرگ ایکتیوسور. این نمونه حدود ۴۵ سانتیمتر (۱۸ اینچ؛ ۱٫۴۸ فوت) است. طول، که نشان می‌دهد جمجمه بین ۶۵–۹۰ سانتیمتر (۲۶–۳۵ اینچ؛ ۲٫۱۳–۲٫۹۵ فوت) بوده است. طول کلی.
به‌طور غیرمعمول، زائده خلفی فک بالا تا حد کاسه چشم و تقریباً در نیمه راه آن امتداد دارد، و احتمالاً حتی در نقاطی به داخل کاسه چشم نیز بیرون زده است. شیار دندانی فک بالا بسیار کم عمق است و تنها ۱۶ میلیمتر (۰٫۶۳ اینچ) عمیق. تماس اشکی - بینی کشیده است، به طوری که اشکی، به جای پره فرونتال، لبه خلفی سوراخ بینی را تشکیل می‌دهد. زائده قدامی و تنه حفره جوگال به‌طور غیرمعمولی باریک هستند، اما صفحه خلفی به خوبی توسعه یافته و تا وسط حدقه امتداد دارد.
استخوان خلفی کاسه چشم در مقایسه با کاسه چشم کوچک است و یک لبه پشتی بزرگ کاسه چشم از بالای استخوان امتداد یافته است. به نظر می‌رسد استخوان چهارگوش ژوگوال از استخوان‌های سایر چشم‌پزشکان قوی‌تر است، اما سطح قدامی نازکی دارد که با استخوان خلفی کاسه چشم مفصل می‌شود. یک ناحیه مقعر وجود دارد که یک رباط آن را به زائده چهارگوش متصل می‌کند.
استخوان اسکواموس وجود دارد اما ناقص است. با این حال، می‌توان شکل آن را از روی علائمی که در محل مفصل شدن آن با سایر استخوان‌ها وجود داشته است، تشخیص داد. بالای سوراخ بینی، استخوان بینی یک «بال» جانبی آشکار تشکیل می‌دهد. هیچ مدرک واضحی مبنی بر وجود سوراخ در نزدیکی سطح جلویی بینی وجود ندارد.
استخوان پیشانی یک زائده قدامی ضخیم تشکیل می‌دهد که برخلاف سایر چشم‌خراش‌ها، روی بینی رشد کرده است. محل اتصال آن با استخوان اشکی مستقیم است. استخوان‌های پیشانی تقریباً مثلثی هستند و سوراخ «بین بینی» بین آنها قرار دارد (نه بین بینی). آنها زائده‌های خلفی بلندی دارند که به زائده‌های چنگالی آهیانه‌ها به شکل ستاره‌ای متصل می‌شوند، از این رو نام خاص آنها استلانز است. استخوان پس پیشانی در فاصله کوتاهی با بینی تماس دارد و مانند چشم‌خراش‌ها، زائده قدامی Y شکل ندارد. به‌طور منحصر به فرد، استخوان پس پیشانی با روزنه گیجگاهی هم‌مرز نیست، اما همچنان یک زائده طولانی در تماس با استخوان پیش گیجگاهی تشکیل می‌دهد.
آهیانه‌ها زائده قدامی-داخلی استخوان‌های گیجگاهی فوقانی را لمس می‌کنند، که خود نوعی اتوپومورفی دیگر است. این زائده قدامی-داخلی همچنین مانع از هم‌مرز شدن استخوان پس‌پیشانی با روزنه‌های بالای گیجگاهی می‌شود. آهیانه‌ها به یکدیگر فشرده شده‌اند، اما هیچ نشانه‌ای از تاج وجود ندارد.
استخوان بالای گیجگاهی (سوپراتمپورال) در مقایسه با اکثر چشم‌ماهی‌سانان گسترده‌تر است، اما توسط استخوان‌های پس پیشانی و فلسی از استخوان پس کاسه چشم جدا می‌شود. هر دو ناخنک وجود دارند اما واقعاً دیده نمی‌شوند و کج شده‌اند.
استخوان قاعده‌ای پس‌سری کاملاً حفظ نشده است، اما ناحیهٔ خارج کندیلی کوچک‌تر و مقعر شده است. کندیل پس‌سری پیازی شکل است، اما کف سوراخ بزرگ به اندازه‌ای خوب حفظ نشده است که بتوان آن را یک ویژگی تشخیصی دانست.
سر پس‌سری استخوان رکابی تا حد زیادی منبسط شده و یک زائده لامی بزرگ دارد، اما سر مربعی شکل آن وجود ندارد. مربعی تقریباً به شکل گوش است و یک تیغه پس‌سری دارد.
فقط انتهای خلفی فک پایین حفظ شده است و این فاقد هرگونه ویژگی متمایزی مانند دندان است. حفره سورانگولار وجود دارد اما بسیار کوچک شده است و زاویه دار از پهلو به خوبی نمایان است. با این حال، این ویژگی‌ها تشخیصی یا اتوپومورفیک نیستند.
هر دو حلقهٔ اسکلروتیک حفظ شده‌اند، اما حلقهٔ سمت چپ بسیار کمتر دچار اعوجاج شده است. این حلقه از ۱۴ صفحهٔ ذوزنقه‌ای شکل تشکیل شده است که دارای کنگره‌هایی در لبهٔ داخلی هستند. روزنهٔ اسکلروتیک تنها ۱۱٫۰۳٪ از مساحت مدار را تشکیل می‌دهد که نشان می‌دهد نمونه به‌طور کامل رشد کرده است. (تمام این بخش به استناد می‌کند)

## اهمیت تکاملی
لنینیا یکی از جدیدترین و همچنین یکی از پایه‌ای‌ترین گونه‌های افتالموزورین است. با وجود این، هنوز حلقه و روزنه بسیار بزرگی داشت که نشان می‌دهد این یکی از پایه‌ای‌ترین ویژگی‌های افتالموزورین‌ها بوده و همه آنها در اعماق دریا غواصی می‌کردند و در تمام مدت زمانی که وجود داشتند، در این جایگاه اکولوژیکی محافظه‌کار باقی ماندند. اندازه مطلق حلقه اسکلروتیک لنینیا یکی از بزرگ‌ترین حلقه‌های شناخته شده در ایکتیوسورها است و تنها باپتانودون ('افتالموزوروس ناتانس') و تمنودونتوسوروس غول‌پیکر از آن بزرگترند. از آنجایی که همه افتالموزورین‌ها این نوع ساختار را داشتند و از نظر ساختار چشم بیشتر از پلاتی‌پتری‌جین‌ها شبیه بودند، این نشان می‌دهد که آنها به همان روشی که پلاتی‌پتری‌جین‌ها تنوع یافتند، تنوع پیدا نکردند، اما مانند غواصان عمیق مشابه ماندند، احتمالاً به این دلیل که آنها برای غواصی عمیق آنقدر تخصص یافته بودند که در سایر جایگاه‌ها از رقابت خارج شدند.